# Rue Foyatier
Rue Foyatier är en gata i Quartier de Clignancourt i Paris 18:e arrondissement. Rue Foyatier, som börjar vid Rue André-Barsacq 2 och slutar vid Rue Saint-Éleuthère 5, är uppkallad efter den franske skulptören Denis Foyatier (1793–1863).

## Omgivningar
- Sacré-Cœur
- Saint-Pierre de Montmartre
- Square Louise-Michel
- Carrousel de Saint-Pierre
- Place Saint-Pierre
- Montmartres bergbana

## Bilder
| - Rue Foyatier. |

## Kommunikationer
- Bergbana Funiculaire
- Busshållplats Funiculaire – Paris bussnät, linje 40

### Webbkällor
- ”Rue Foyatier”. Mairie de Paris. http://www.v2asp.paris.fr/commun/v2asp/v2/nomenclature_voies/Voieactu/3789.nom.htm. Läst 26 februari 2021.
- ”Rue Foyatier”. Les rues de Paris. https://www.parisrues.com/rues18/paris-18-rue-simon-dereure.html. Läst 26 februari 2021.